# Megatoma undata
Megatoma undata là một loài bọ cánh cứng trong họ Dermestidae. Loài này được Linnaeus miêu tả khoa học năm 1758.

## Hình ảnh

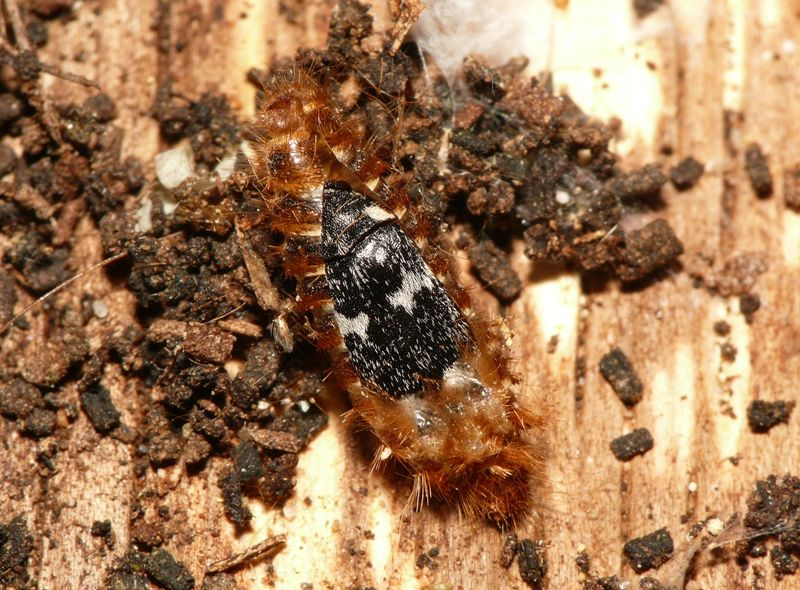
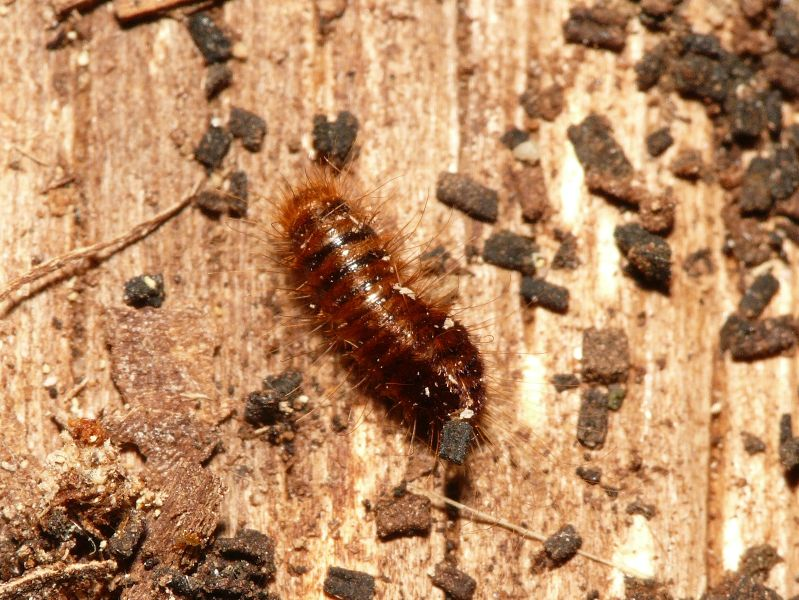
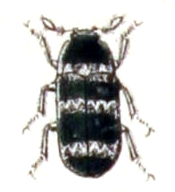